# 姚宏业

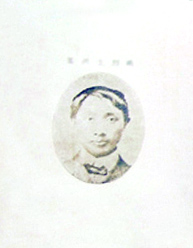

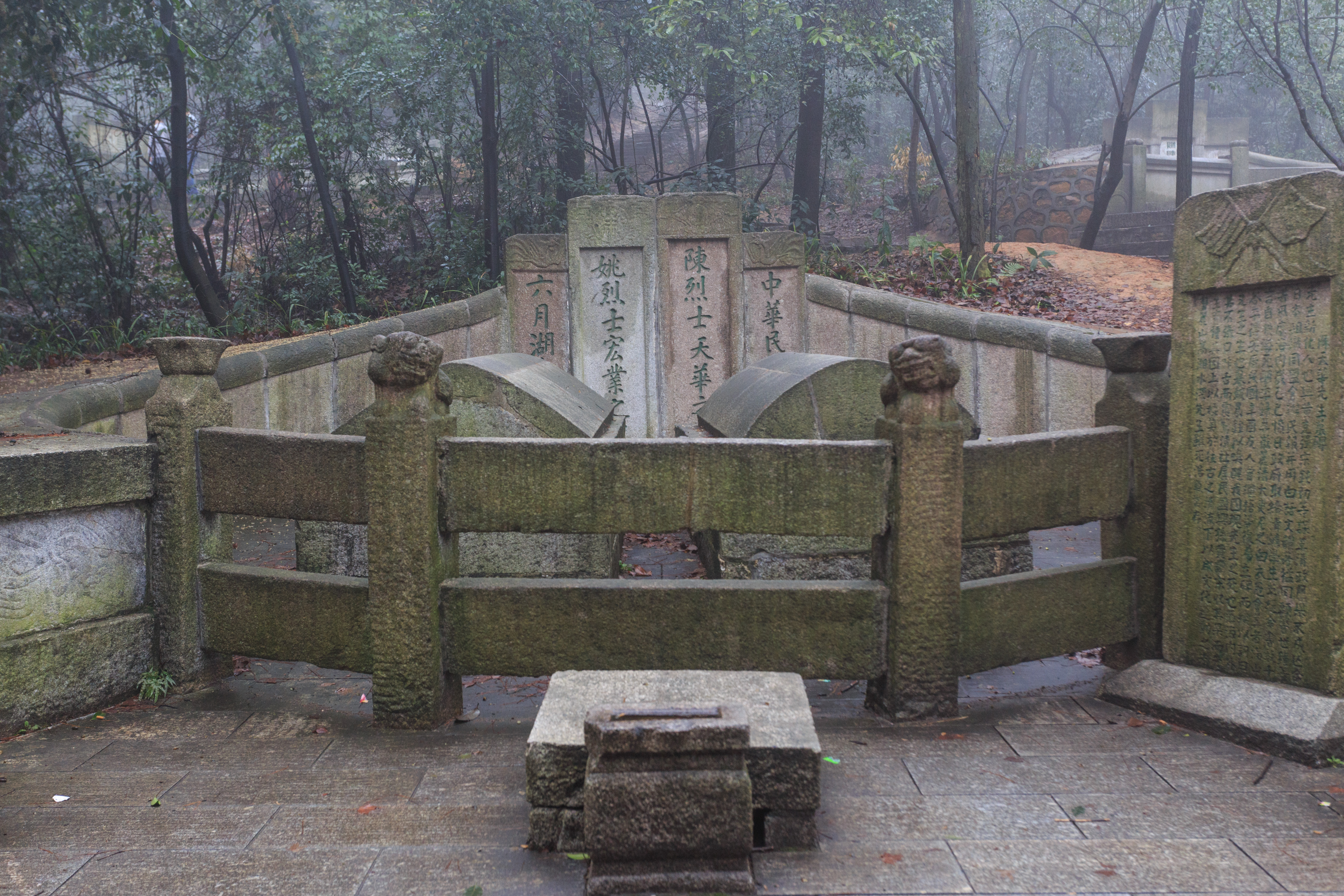
长沙岳麓山陈天华、姚宏业墓

姚宏业（1881年—1906年），字剑生，湖南益阳下梅塘（今益阳市赫山区欧江岔镇北平村）人。中国民主革命家。

## 生平
1904年，姚宏业赴日本留学，设路矿学校，首先提倡保护铁路矿山主权。1905年，姚宏业加入同盟会。1906年，姚宏业为抗议大日本帝国文部省颁布《清国留学生取缔规则》而回中国。此后姚宏业在上海和秋瑾、于右任创办中国公学。后因经费困难及流言诽谤，于清明日（一说4月6日，一说3月7日）陈天华灵柩抵达上海后投黄浦江身亡。
1906年夏，湖南同盟会会员禹之谟、覃振等将陈天华、姚宏业公葬于长沙岳麓山。陈天华、姚宏业墓现为湖南省文物保护单位，于1983年10月10日由湖南省人民政府公布。